# Chadwell Heath
Chadwell Heath ist ein Stadtteil von London Borough of Redbridge, einem Stadtbezirk von Greater London. Teile des Stadtteils gehören jedoch auch zum Bezirk London Borough of Barking and Dagenham.

## Geschichte
Der Name Chadwell, der dem Stadtteil letztlich seinen Namen gab, geht auf eine urkundliche Erwähnung aus dem Jahr 1254 zurück. Chadwell war zu dieser Zeit eine kleine unbedeutende Siedlung. Im 17. Jahrhundert erhielt die Ortschaft den Namen Chadwell Heath. Über die Jahre, vor allem durch das starke Bevölkerungswachstum von London, rückte Chadwell Heath immer näher an die Stadt heran. Bei der Reorganisation der britischen Verwaltungsbezirke wurde der Ort 1965 ein Teil von Greater London, nachdem es bis dahin verwaltungstechnisch zur Grafschaft Essex gehörte. 